# Космеда Андрій Іванович
Андрій Іванович Космеда (1926, тепер Закарпатська область — ?) — український радянський діяч, новатор сільськогосподарського виробництва, тракторист колгоспу імені Леніна Берегівського району Закарпатської області. Депутат Верховної Ради УРСР 6-го скликання.

## Біографія
Народився в селянській родині. З середини 1940-х років служив у Радянській армії.
Закінчив курси механізаторів.
З кінця 1940-х років — тракторист-комбайнер машинно-тракторної станції, потім колгоспу імені Леніна села Береги (тепер — Великі Береги) Берегівського району Закарпатської області.